# 安德烈·舍普季茨基
安德烈·舍普季茨基（波蘭語：Andrzej Szeptycki；1865年7月29日—1944年11月1日），1901年至1944年乌克兰希腊礼天主教会大总主教，他的任期涵盖了两次世界大战和七个政权：奥地利、俄罗斯、乌克兰、波兰、苏联、总督府（纳粹）以及第二次苏联统治。教会历史学家雅罗斯拉夫·帕利坎认为舍普季茨基是二十世纪乌克兰教会历史上最具影响力的人物。舍普季茨基于1905年创办的國立利沃夫博物館现在以他的名字命名。
烏克蘭西部利維夫州城市切爾沃諾赫拉德在2024年改名為舍普季茨基。

## 備註
1. ↑  烏克蘭語羅馬化：Andrei Sheptytskyi